# Troy Franklin
Troy R. Franklin (East Palo Alto, 6 febbraio 2003) è un giocatore di football americano statunitense che milita nel ruolo di wide receiver per i Denver Broncos della National Football League (NFL).

## Carriera universitaria
Franklin disputò tutte le 14 partite nella sua prima stagione a Oregon nel 2021. Chiuse con 18 ricezioni per 209 yard e 2 touchdown. Nel 2022 divenne il ricevitore principale della squadra, facendo registrare 61 ricezioni per 891 yard e 9 marcature. Nel 2023 stabilì i nuovi primati dell’istituto con 1.383 yard ricevute, 14 touchdown su ricezione e 8 gare da 100 yard ricevute. Inoltre stabilì i primati dei Ducks per touchdown su ricezione in carriera (25) e gare da 100 yard ricevute (11, condiviso). Per queste prestazioni fu inserito nella formazione ideale della Pac-12 Conference e nella seconda formazione All-American.

## Carriera professionistica

### Denver Broncos
Franklin fu scelto nel corso del quarto giro (102º assoluto) del Draft NFL 2024 dai Denver Broncos. Debuttò come professionista subentrando nella gara del secondo turno contro i Pittsburgh Steelers. Nella settimana 6 segnò il suo primo touchdown contro i Los Angeles Chargers. La sua prima stagione si chiuse con 28 ricezioni per 263 yard e 2 touchdown in 16 presenze, di cui 6 come titolare.